# Marion Bloem
Marion Bloem (Arnhem, 24 d'agost de 1952) és una escriptora, directora de cinema neerlandesa, coneguda popularment per ser l'autora del llibre Geen gewoon Indisch meisje i directora del llargmetratge del 2008 Ver van familie (‘Lluny de família’).

## Biografia
És la segona dels quatre fills de Jacquelin i Alexander Bloem, van ser repatriats d'Indonèsia cap als Països Baixos el 1950. Son pare és un supervivent del desastre Jun'iō Maru. Va estudiar psicologia a la Universitat d'Utrecht on va graduar el 1976. Amb quinze anys va publicar el primer recit curt Zwijgen als een graf (‘Callar com un sepulcre’). Es va casar amb l'escriptor i metge neerlandès Ivan Wolffers. Tenen un fill anomenat Kaja i quatre nets.
A més de la seva carrera com a escriptora i directora de cinema, Bloem és una pintora que exposa a tot Europa.

## Obra
El seu estil d'escriptura està influenciada per la tradició narrativa oral del malai, la llengua dels seus pares. Bloem també ha produït un nombre considerable de pel·lícules i documentals que han rebut diversos premis i nominacions culturals.
Els seus documentals de 1983 Het land van mijn ouders («terra dels meus pares») va ser ben rebut tant per la crítica com pel públic. Hi tracta el tema del seus pares indonesis que durant la lluita per la independència van triar el costat neerlandès, i que després de la desfeta van haver d'emigrar cap a un país que no coneixien i on se senten incompresos.

## Publicacions (selecció)
- Overgang (1976) (no-ficció)

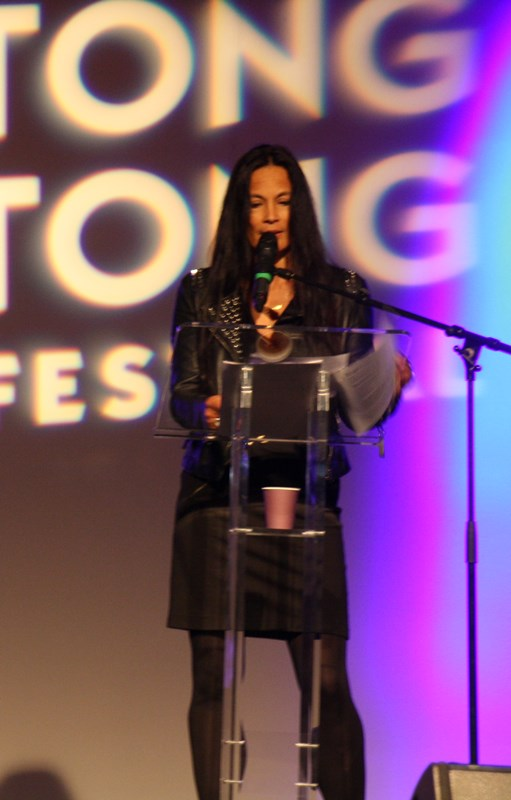
Marion Bloem a Tong Tong Festival 2013

- Matabia (1981) (Premi Jenny Smelk)
- Geen gewoon Indisch meisje (1983)
- Vaders van betekenis (1989)
- Vliegers onder het matras (1990)
- De honden van Slipi (1992)
- De leugen van de Kaketoe (1993)
- Mooie meisjesmond (1997)
- Ver van familie (1998)
- Games4Girls (2001)
- Voor altijd moeder (2001)
- Liefde is soms lastig, liefste (2002), (multimèdia cd with visual poetry)
- Thuis (2003), (històries, poemes, dibuixos i pintures)
- Zo groot als Hugo (2004)
- De V van Venus (2004).
- Een royaal gebaar (2005)
- In de kamer van mijn vroeger (2007) (poesia i pintures)
- Vervlochten grenzen (2009)
- Geen Requiem (2010)
- Als je man verandert (2010) (no-ficció)
- Meer dan mannelijk (2011)